# Phapitreron
Phapitreron és un gènere d'ocells de la família dels colúmbids (Columbidae). El nom comú fa referència a la coloració marró general. Són endèmics de les Filipines. Tots són arborícoles, però les diferents espècies ocupen diferents tipus d'hàbitats boscosos; alguns estan més restringits a boscos vells, mentre que altres fan ús de boscos secundaris i altres tipus de boscos. La dieta principal és la fruita tot i que pel tipus d'alimentació semblen més propers al gènere Treron. Acostumen a ser solitaris en els seus hàbits i poden ser esquius. Algunes espècies d'aquest gènere tenen ratlles blanques i negres conspícues a la cara i plomes iridescents al coll. Mascles i femelles s'assemblen.

## Taxonomia
El gènere Phapitreron va ser introduït el 1854 pel naturalista francès Charles Lucien Bonaparte per al colom bru de Luzon (Phapitreron leucotis). El nom del gènere Phapitreron combina el nom del gènere Phaps introduït pel naturalista anglès Prideaux John Selby el 1835 per als coloms bronzats amb el grec antic «trērōn» que significa “colom”.
Possiblement les espècies han divergit entre elles en un passat força recent però amb nínxols que els ha permès la recolonització parcial dels respectius rangs, Phapitreron amethystinus i P. leucotis són simpràtiques separades parcialment per la altitud. P. cinereiceps sensu lato va evolucionar al sud de les Filipines a partir de P. amethystinus. Una subsequent invasió de P. amethystinus, que no va arribar a les illes Sulu, va obligar les espècies d'ocells de Mindanao a adaptar-se a hàbitats més muntans i per tant van divergir de les espècies de les illes Sulu. P. cinereiceps i P. brunneiceps són ara suficientment diferents com perquè algunes autoritats taxonòmiques les considerin aloespècies.
Segons la Classificació del Congrés Ornitològic Internacional (versió 14.2, 2024) aquest gènere està format per 4 espècies:
- colom bru de Luzon (Phapitreron leucotis).
- colom bru ametista (Phapitreron amethystinus).
- colom bru de Tawi-Tawi (Phapitreron cinereiceps).
- colom bru de Mindanao (Phapitreron brunneiceps). Separat del colom bru Tawi-Tawi.

Alguns ornitòlegs han dividit dues de les espècies anteriors:
- colom bru de Negros (Phapitreron nigrorum) -  separat del colom bru de Luzon.[9]
- colom bru beccurt (Phapitreron brevirostris) - separat del colom bru de Luzon.[10]
- colom bru de Cebu (Phapitreron frontalis) - es va separar del colom bru ametista; catalogat com a espècie EDGE per la Societat Zoològica de Londres[11] i en perill crític per la UICN.[12]
- colom bru pitgrís (Phapitreron maculipectus) - separat del colom bru ametista.[13]